# Río Ulu-Murudzhu
El río Ulu-Murudzhu (en ruso: Уллу-Муруджу) es un río del Gran Cáucaso en el distrito de Karacháyevsk de la república de Karacháyevo-Cherkesia del sur de Rusia, en la reserva natural de Teberdá. Es un afluente del río Teberdá, que desemboca en el río Kubán.

## Curso
El río nace en la vertiente occidental del monte Murudzhinska Igla, al este del monte Guedeizh. Su curso de 15 km desciende por un valle de alta montaña en dirección noroeste para encontrar la orilla derecha del Teberdá tras cruzar la carretera militar de Sujumi. 
En el valle, al sur del río y bajo la cumbre del Guedeizh, se hallan los lagos Golúboye y Chiórnoye Murudzhinski.
Su cuenca cubre una superficie de 45.8 km².